# Noble (Oklahoma)
Noble – miasto w Stanach Zjednoczonych, w stanie Oklahoma, w hrabstwie Cleveland.